# Nesso
Nesso is een gemeente in de Italiaanse provincie Como (regio Lombardije) en telt 1294 inwoners (31-12-2004). De oppervlakte bedraagt 15,0 km², de bevolkingsdichtheid is 87 inwoners per km².

## Demografie
Nesso telt ongeveer 564 huishoudens. Het aantal inwoners daalde in de periode 1991-2001 met 4,1% volgens cijfers uit de tienjaarlijkse volkstellingen van ISTAT.
| Jaar | Inwoneraantal |
| ---- | ------------- |
| 1991 | 1357          |
| 2001 | 1302          |

## Geografie
De gemeente ligt op ongeveer 300 m boven zeeniveau.
Nesso grenst aan de volgende gemeenten: Argegno, Brienno, Caglio, Faggeto Lario, Laglio, Lezzeno, Pognana Lario, Sormano, Veleso, Zelbio.